# Balaenopteridae
Los balenoptéridos (Balaenopteridae del latín "ballena alada"), conocidos comúnmente como rorcuales, son la familia más abundante y diversa de cetáceos misticetos, que incluye, entre otros, el rorcual azul y la yubarta. Fue descrita en 1864 por el zoólogo británico John Edward Gray.

## Características

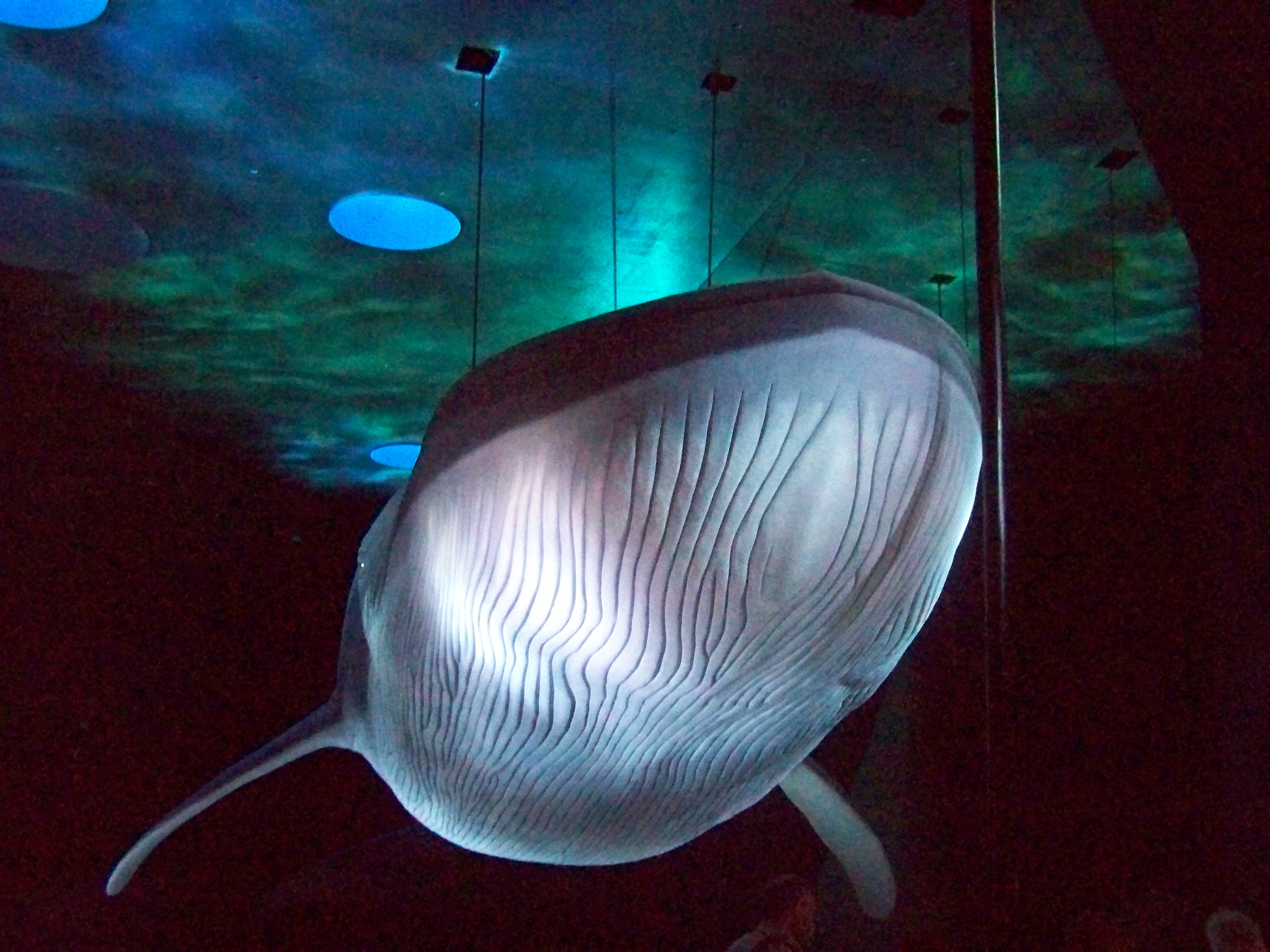
La presencia de pliegues gulares es una de las características de esta familia.

La familia Balaenopteridae se distingue de las demás familias de misticetos por la presencia de pliegues en la garganta y región ventral (pliegues gulares) que expanden enormemente cuando se alimentan al tragar agua que es filtrada por las barbas. Poseen una aleta dorsal. La forma del cráneo visto lateralmente es recto y plano.

## Clasificación
La familia Balaenopteridae está compuesta actualmente por 9 especies en 2 géneros:
| Género       | Especie (binomial)         | Nombres vulgares                       | Imagen |
| Balaenoptera | Balaenoptera physalus      | Rorcual común                          |        |
| Balaenoptera | Balaenoptera borealis      | Rorcual sei o boreal                   |        |
| Balaenoptera | Balaenoptera brydei        | Rorcual de Bryde                       |        |
| Balaenoptera | Balaenoptera edeni         | Rorcual tropical                       |        |
| Balaenoptera | Balaenoptera musculus      | Gran rorcual azul o ballena azul       |        |
| Balaenoptera | Balaenoptera acutorostrata | Rorcual aliblanco, enano o minke común |        |
| Balaenoptera | Balaenoptera bonaerensis   | Rorcual austral o minke antártico      |        |
| Balaenoptera | Balaenoptera omurai        | Rorcual de Omura                       |        |
| Megaptera    | Megaptera novaeangliae     | Yubarta o ballena jorobada             |        |

Además, se conocen los siguientes géneros extintos:
- Archaebalaenoptera
- Cetotheriophanes
- Diunatans
- Parabalaenoptera
- Plesiobalaenoptera
- Plesiocetus
- Praemegaptera
- Protororqualus

## Reproducción
La mayoría de las especies crían en aguas templadas durante el invierno, y luego vuelven a las zonas de alimentación cerca de los polos, ricas en plancton y kril, durante el corto verano polar.